# Dysphania vulcanus
Dysphania vulcanus är en fjärilsart som beskrevs av Thierry-mieg 1907. Dysphania vulcanus ingår i släktet Dysphania och familjen mätare. Inga underarter finns listade i Catalogue of Life.